# Schlüterhütte

De Schlüterhütte (ook: Franz Schlüterhütte, Italiaans: Rifugio Genova) is een berghut in de gemeente Villnöß in de Italiaanse provincie Bozen-Zuid-Tirol. De berghut ligt nabij de bergpas Passo Poma (2340 meter) in het Naturpark Puez-Geisler, op een hoogte van 2306 meter in de Geislergroep van de Dolomieten. De Schlüterhütte behoort toe aan de sectie Bressanone van de Clup Alpino Italiano (CAI).
De eerste plannen van Johann Santner voor een berghut nabij de Passo Poma werden verder doorontwikkeld vanaf 1896 door Franz Schlüter, een rijke ondernemer uit het Duitse Dresden. Hij gaf de bouw in handen van Richard Neisse en met hulp van de sectie Brixen van de toenmalige Deutscher und Österreichischer Alpenverein (DuÖAV) werd in 1898 een hut gebouwd die op 4 augustus van dat jaar werd geopend. In 1908 onderging de hut een grondige renovering, waarbij de hut werd uitgebreid en voorzien van elektriciteit en stromend water. Na de Eerste Wereldoorlog werd de CAI-sectie Genova beheerder van de hut, vanwaar zijn huidige Italiaanse naam. Na de Tweede Wereldoorlog werd de CAI-sectie Bressanone eigenaar.
Vanaf de Schlüterhütte worden met name de Peitlerkofel (Sass de Putia, 2875 meter) en de Col di Poma (2422 meter) beklommen. Nabijgelegen hutten zijn onder andere de Regensburger Hütte, de Puezhütte en de Brogleshütte.